# One Piece: Gold
One Piece: Gold (ワンピースフィルムゴールド, Wan Pīsu Firumu Gōrudo) est un film d'animation réalisé par Hiroaki Miyamoto, sorti en 2016. Il s'agit du treizième film fondé sur la série One Piece d'Eiichirō Oda.

## Synopsis
L’équipage au Chapeau de Paille arrive sur Gran Tesoro, grande ville du divertissement, où les hommes les plus fortunés viennent jouer au casino et assister aux spectacles les plus grandioses. Gran Tesoro est contrôlé par l'empereur de l'or dont la fortune est égale à 20 % des berrys circulant dans le monde, Gild Tesoro,,,.

## Distribution
| - Mayumi Tanaka : Monkey D. Luffy - Kazuya Nakai : Roronoa Zoro - Akemi Okamura : Nami - Kappei Yamaguchi : Usopp - Hiroaki Hirata : Sanji - Ikue Ōtani : Tony Tony Chopper - Yuriko Yamaguchi : Nico Robin - Kazuki Yao : Franky - Cho : Brook - Kazuhiro Yamaji et Takahiro Sakurai : Gild Tesoro - Nanao : Baccarat - Kendo Kobayashi : Dédé - Gaku Hamada : M. Tanaka - Hikari Mitsushima : Carina - Kin'ya Kitaōji : Raise Max - Fumihiko Tachiki : Sakazuki (Akainu) - Tomokazu Seki : Rob Lucci - Masaya Onosaka : Spandam - Tōru Furuya : Sabo - Satsuki Yukino : Koala - Arata Furuta : Kent Beef Jr. et Pork - Korokke : Jimmy Myers - Wataru Takagi : Long Long - Nadal : Morkin - Rena Takeda : Repre - Ayaka Miyoshi : Bit - Arisa Sato : Kiruko - Nanase Nishino : Alba - Ryō Narita : Curve Source : Animenewsnetwork.com. | Adaptation : Anthony Panetto Directeur artistique : Jean-Pierre Denuit - Stéphane Excoffier : Monkey D. Luffy - Patrick Noerie : Roronoa Zoro - Delphine Moriau : Nami - Jean-Pierre Denuit : Usopp et Rob Lucci - Olivier Cuvellier : Sanji - Marie Van Ermengem : Tony Tony Chopper - Céline Melloul : Nico Robin - Bruno Magne : Franky - Arnaud Léonard : Brook et Gild Tesoro - Christophe Hespel : M. Tanaka et Gild Tesoro Jeune - Marcha Van Boven : Baccarat |

## Sortie
En France, le film est distribué par KMBO et arrive sur les écrans le 2 novembre 2016, avec des avant-premières une semaine après la sortie japonaise.
L'accueil critique est divers dans le monde. Le film est « créatif et débordant » pour le critique espagnol Jordi Costa, qui s'exprime dans El País. « Si vous êtes un garçon entre 8 et 12 ans, par exemple, et que vous êtes accroché à la poignée de Coca-Cola, l'épuisant et strident "Gold" est peut-être fait pour vous. Mais seulement si », pour Andy Webster dans The New York Times. 
Dans le Los Angeles Times, Charles Solomon écrit : « Les spectateurs peu familiers avec "One Piece" peuvent se retrouver perdus dans certains endroits, car les réalisateurs traitent les personnages habituels et leurs relations comme des données, sans introduction ni explication. Les fans trouveront les décors outrés, les personnages bizarres, les bagarres à outrance et la comédie burlesque qu'ils apprécient [...] "Gold" n'est pas l'aventure "One Piece" la plus originale : Les fans reconnaîtront des éléments retravaillés à partir d'arcs narratifs précédents de la série télévisée. » Mais il met également en exergue le message social du film : « En apparence, c'est une aventure comique très bête. Mais sous la farce se cache une critique brutale de l'inégalité économique et de la culture contemporaine de la cupidité. Gild proclame sans cesse que l'argent est la source de tout pouvoir et que quiconque n'en a pas n'existe que pour être exploité. Toujours fauché, Luffy ne croit pas un mot de ces déclarations et bat Gild sur son propre terrain. Pour les spectateurs habitués au ton optimiste de la plupart des films américains, mettre un message social dans un film d'animation peut sembler aussi improbable que de cacher des vitamines dans de la barbe à papa. Mais les animateurs japonais ont été confrontés à des problèmes économiques dans des séries récentes [...] ».